# Marcel Giuglaris
Marcel Giuglaris est un journaliste et écrivain français spécialiste du Japon et de l'Extrême-Orient, né à Nice le 19 juin 1922 et mort à Paris 5e le 5 février 2010. 

## Biographie
Journaliste à L'Opinion économique et financière, il s'installe au Japon en octobre 1951. Il reste pendant plus de trente ans en Asie, collaborant à divers journaux comme Paris-Presse, France-Soir, Le Figaro ou Le Point, ainsi qu'à Europe 1. Correspondant de guerre, il échappe à un attentat durant le conflit au Viêt Nam lors d'une rencontre avec un cadre viet-cong.
Délégué d'Unifrance Films, il fonde en 1959 à Tokyo le Festival du film français qui contribuera largement au développement de la présence du cinéma français au Japon.